# Мулацо
Мулацо (итал. Mulazzo) је насеље у Италији у округу Маса-Карара, региону Тоскана.
Према процени из 2011. у насељу је живело 200 становника. Насеље се налази на надморској висини од 318 м.

## Становништво
Према резултатима пописа становништва 2011. у општини је живело 2.566 становника.
| 1931. | 1936. | 1951. | 1961. | 1971. | 1981. | 1991. | 2001. | 2011. |
| ----- | ----- | ----- | ----- | ----- | ----- | ----- | ----- | ----- |
| 5.314 | 5.225 | 4.666 | 3.887 | 3.050 | 2.900 | 2.632 | 2.565 | 2.566 |